# Société de fait
Cet article concerne la société de fait. Pour la société créée de fait, voir Société créée de fait.
En droit français, une société de fait est un groupement qui a été constitué en respectant les formes (donc immatriculé) mais qui par la suite a été annulé par décision de justice en raison de la non-conformité de sa création avec les dispositions légales du code de Commerce sur la fondation des sociétés. Elle ne doit pas être confondue avec une société créée de fait, qui est une société qui n'a jamais été immatriculée. Une association que la direction des impôts constaterait comme ayant une activité lucrative serait susceptible d'être requalifiée en société créée de fait, mais cela ne relève pas de la compétence de la direction des impôts.